# Johannes van der Beeck

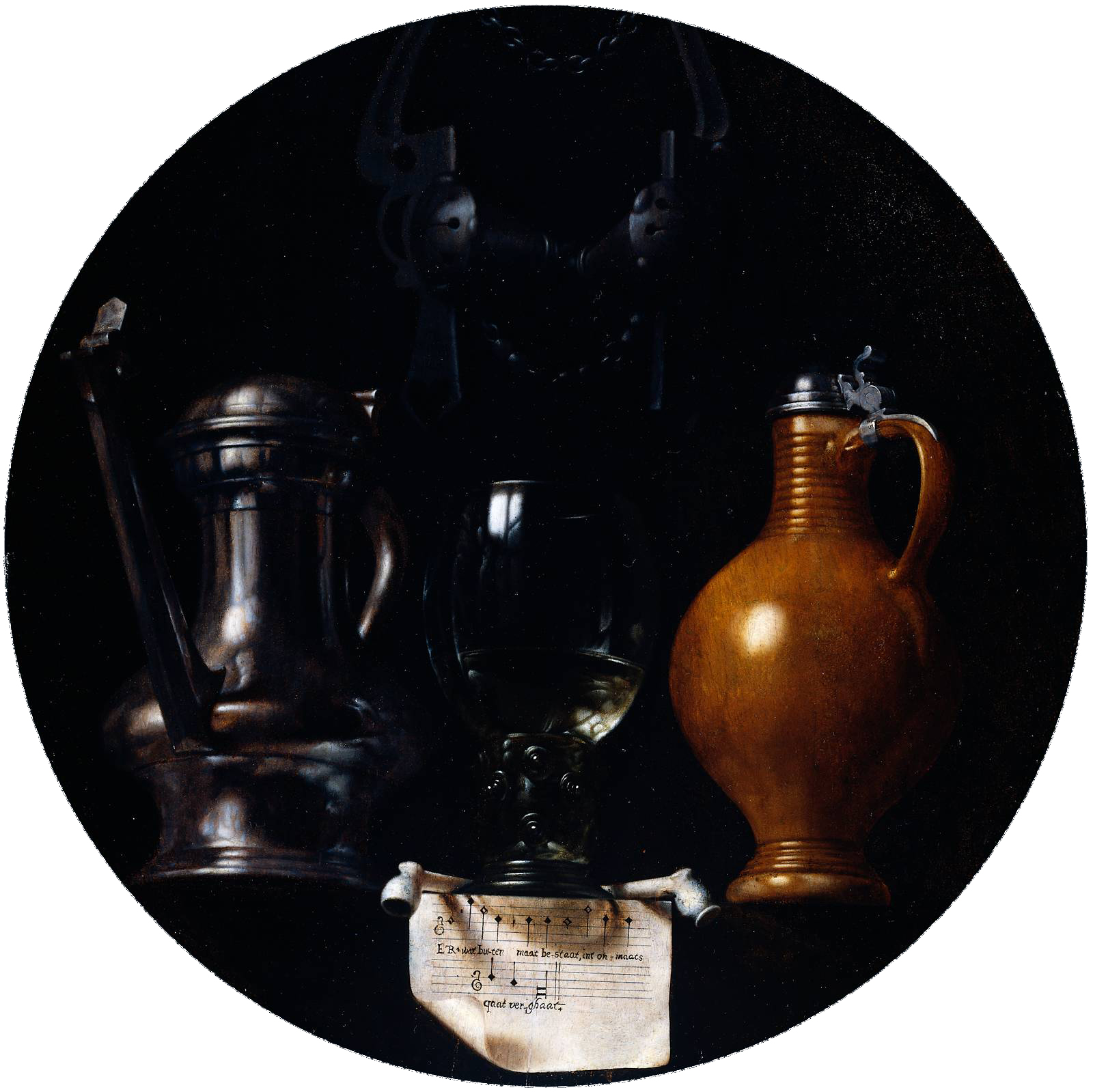
Martwa natura z wędzidłem, 1614, Rijksmuseum

Johannes Symonsz. van der Beeck zw. Johannes Torrentius (ur. 1589 w Amsterdamie, poch. 17 marca 1644 tamże) – holenderski malarz barokowy.

## Życiorys
Był synem kuśnierza. W latach 1609–1610 przebywał w ’s-Hertogenbosch. Przed 1612 mógł wyjechać na krótko do Hiszpanii. Następnie wrócił do Amsterdamu, gdzie w 1612 ożenił się z Neeltgen van Camp; małżeństwo było nieudane i zakończyło się po czterech latach rozwodem. W 1621 był krótko aresztowany za niepłacenie podatków. W 1625 wyjechał do Haarlemu, gdzie wstąpił do gildii św. Łukasza. W 1627 został skazany na 20 lat więzienia za bluźnierstwo, wyuzdanie i przynależność do różokrzyżowców, zaś jego obrazy publicznie spalono.
Z inicjatywy ambasadora brytyjskiego w Hadze, sir Dudleya Carletona, w sprawie Torrentiusa interweniował król Karol I i doprowadził do uwolnienia artysty w 1629. Torrentius działał następnie od 1629 do 1632 jako nadworny malarz w Londynie, który jednak musiał opuścić z powodu niemoralego trybu życia. Wrócił do Amsterdamu, gdzie ponownie został aresztowany i poddany torturom, w wyniku których zmarł w 1644.
Życie malarza nadal budzi kontrowersje, nie wiadomo dlaczego tak ostro potraktowano go podczas procesu. Społeczeństwo holenderskie było w XVII wieku tolerancyjne i skandal jaki miał miejsce wokół malarza był zjawiskiem wyjątkowym. Zagadką pozostaje jego powrót do Amsterdamu, gdzie mógł się spodziewać kolejnego uwięzienia, gdyż złamał warunki zwolnienia.

## Twórczość
Twórczość Torrentiusa była znana i doceniana, wzmiankował o nim m.in. pisarz Constantijn Huygens, który cenił jego obrazy i podziwiał awanturniczy tryb życia kontrowersyjnego malarza. Artysta malował rubaszne, erotyczne sceny rodzajowe, z których część przedstawiała mistrzowskie akty w mitologicznych sceneriach. Zostały one publicznie spalone i obecnie są znane wyłącznie ze źródeł literackich. Torrentius tworzył też martwe natury. Były to starannie skomponowane prace, w większości osadzone na ciemnym tle, przywołują na myśl twórczość Jana van de Velde (młodszego) i krąg Willema Claesz. Hedy. Na obrazach Torrentiusa szczególnie fascynujące jest odwzorowanie obiektów fizycznych, a ich trafna perspektywa pozwala przypuszczać, że użyto camera obscura.
Do czasów współczesnych zachował się jedynie obraz z 1614 Martwa natura z wędzidłem, znany też pod tytułem Alegoria wstrzemięźliwości. Obraz ten zainspirował Zbigniewa Herberta do nadania jego tytułu tomowi szkiców poświęconych złotemu wiekowi malarstwa holenderskiego.

## Literatura dodatkowa
- Abraham Bredius, Johannes Torrentius, schilder, 1589-1644, 'S-Gravenhage M. Nijhoff, 1909, dostęp online (niderl.)